# فيتيزسلاف لافيتشكا
فيتيزلاف لافيكا (مواليد 30 أبريل 1963) هو مدرب كرة قدم تشيكي ولاعب كرة قدم سابق.

## مسيرته كلاعب
كلاعب، لعب لافيتشكا في العديد من الأندية التشيكية، بما في ذلك سكودا بلزن، آر إتش الشاب وسبارتا براغ. لعب موسمًا واحدًا نحو نهاية مسيرته في الدوري التشيكي الأول بعد أن بدأ الدوري الوطني للجمهورية التشيكية في عام 1993.

## مسيرته التدريبية
في عامي 2006 و2007، تم انتخابه كأفضل مدرب في حفل توزيع جوائز الكرة الذهبية التشيكية ومدرب العام في عام 2006.
في يونيو 2008، وقع لافيكا عقدًا لمدة عامين كمدير لسبارتا براغ. ومع ذلك، بعد أربعة أشهر فقط في المنصب، استقال عقب هزيمة مذلة 4–1 على أرضه أمام منافس سبارتا سلافيا.

### سيدني إف سي
في 4 فبراير 2009، تم تعيينه مديرًا جديدًا لنادي سيدني إف سي في الدوري الأسترالي، إلى جانب نظيره التشيكي ميخال زاك كمدرب مساعد.
في فترة ما قبل الموسم لدوري الدرجة الأولى الأسترالي 2009–10، قاد لافيكا الفريق من خلال برنامج مكون من 12 مباراة ضد فرق محلية وخصوم في دوري الدرجة الأولى الأسترالي دون هزيمة، وسجل 25 هدفًا واستقبل هدفًا واحدًا.
في أول مباراة لفريق لافيكا في الدوري، حقق فريق سيدني إف سي الفوز بنتيجة 3–2 ضد فريق التوسع نورث كوينزلاند فيوري، والتي أقيمت في تاونزفيل. وشهدت المباراة أيضًا الظهور الأول للاعب روبي فاولر في الدوري الأسترالي مع فريق فيوري. وقد حظي بالثناء لإدخاله أسلوبًا جديدًا ومثيرًا للإعجاب لكرة القدم إلى النادي.
ثم واصل سيدني الفوز بالدوري الأسترالي للناشئين بعد أن أنهى الموسم متقدمًا بفارق ضئيل على ميلبورن فيكتوري وجولد كوست يونايتد، مما ضمن لهم أيضًا مكانًا في دوري أبطال آسيا.
تم التصويت على لافيكا كأفضل مدرب في الدوري الأسترالي لموسم 2009–10 من قبل اللاعبين في الدوري كجزء من جوائز لاعبي كرة القدم المحترفين في أستراليا. اختتم موسمه الأول الرائع بفوز فريق سيدني إف سي على فريق ميلبورن فيكتوري في نهائي الدوري الأسترالي بعد الفوز بركلات الترجيح في ملعب الاتحاد.
بدأ الموسم الثاني لفريق لافيتشكا بشكل سيئ، حيث لم يفز الفريق بأي مباراة حتى الجولة 11 ضد بيرث جلوري. قال لافيكا، الذي يخاف المرتفعات، إنه إذا فاز فريقه، فسوف يتسلق جسر ميناء سيدني، وهو ما فعله.
في 3 فبراير 2012، تم الإعلان عن أن نادي سيدني إف سي لن يجدد عقد لافيتشكا، وهو اتفاق متبادل بين مجلس الإدارة ولافيتشكا نفسه، ويعتقد أنه تم التوصل إليه بعد أن أعرب عن افتقاده لعائلته في جمهورية التشيك. بقي لافيكا كمدير حتى نهاية موسم الدوري الأسترالي 2011–12 قبل أن يغادر.

### سبارتا براغ
بعد انضمامه إلى سبارتا براغ في عام 2012، قاده لافيتسكا إلى مراحل خروج المغلوب في الدوري الأوروبي 2012–13. تغلب سبارتا على فينورد بنتيجة 4–2 في مجموع المباراتين ليصل إلى مرحلة المجموعات، حيث احتل المركز الثاني خلف ليون. خرج سبارتا من دور الـ32 على يد تشيلسي، وخسر بنتيجة 1–2 في مجموع المباراتين، بما في ذلك التعادل 1–1 على أرضه.
في الدوري التشيكي 2013–14، احتل سبارتا براغ المركز الأول، وحصل على 79 نقطة من 30 مباراة وخسر مرة واحدة فقط. وواصل لافيتشكا نجاحه بالفوز بكأس التشيك في نفس الموسم، بعد هزيمة غريمه (وصيف الدوري) فيكتوريا بلزن بركلات الترجيح. فاز سبارتا بكأس السوبر التشيكي 2014 بنتيجة 3–0، مرة أخرى ضد منافسه بلزن.

### جمهورية التشيك تحت 21 سنة
وقع لافيتشكا عقدا كمدير فني لمنتخب التشيك تحت 21 عاما في عام 2015، قبل بدء التصفيات المؤهلة لبطولة أمم أوروبا تحت 21 عاما 2017. قاد لافيكا الفريق إلى قمة مجموعته في التصفيات بـ 7 انتصارات وتعادلين وخسارة واحدة من أصل 10 مباريات، مما أدى إلى التأهل المباشر إلى البطولة النهائية.

### الكويت
في 21 فبراير 2022، أصبح لافيتسكا مديرًا لمنتخب الكويت.
بعد فشله في التأهل لكأس آسيا 2023 بالهزيمة أمام إندونيسيا والأردن، استقال لافيتسكا من منصبه.

### العودة إلى سبارتا
في 22 مايو 2023، أعلن نادي سبارتا براغ أن لافيتشكا سيصبح مديرًا لأكاديمية كرة القدم الخاصة بهم، اعتبارًا من 1 يونيو 2023.

## الإحصائيات الإدارية
| الفريق      | البلد    | من        | إلى        | السجل | السجل | السجل | السجل | السجل  |
| الفريق      | البلد    | من        | إلى        | لعب   | فاز   | تعادل | خسر   | فوز %  |
| ----------- | -------- | --------- | ---------- | ----- | ----- | ----- | ----- | ------ |
| سيدني إف سي | أستراليا | 2009      | 2012       | 95    | 36    | 24    | 35    | 037٫89 |
| الكويت      | الكويت   | مارس 2022 | يونيو 2022 | 6     | 2     | 1     | 3     | 033٫33 |
| المجموع     | المجموع  | المجموع   | المجموع    | 101   | 38    | 25    | 38    | 037٫62 |

## الإنجازت

### الإدارية
سلوفان ليبيريتس
- الدوري التشيكي الأول : 2005–06

سيدني إف سي
- بطولة الدوري الأسترالي للرجال : 2009–10
- الدوري الأسترالي الممتاز للرجال: 2009–10

سبارتا براغ
- الدوري التشيكي الأول : 2013–14
- كأس التشيك : 2013–14
- كأس السوبر التشيكي : 2014

### الفردية
- مدرب العام في جمهورية التشيك : 2006، 2016
- مدرب الشهر في الدوري الإنجليزي الممتاز : أغسطس 2019،[18] نوفمبر 2019[19]
- قاعة مشاهير نادي سيدني لكرة القدم : 2015[20]

## وصلات خارجية
- فيتيزسلاف لافيتشكا على موقع قاعدة بيانات كرة القدم.إي يو (الإنجليزية)
- فيتيزسلاف لافيتشكا على موقع عالم كرة القدم.نت (الإنجليزية)